# تایزانفوکون
تایزانفوکون (به ژاپنی: 泰山府君 タイザンフクン taizanfukun) نام علمی
(Cerasus 'Ambigua' Miyoshi) نام یک نوع درخت ساکورای باغی است. از ترکیب یاما-زاکورا و آلبالوی چینی به وجود آمده‌است.
- تعداد گلبرگ: ۴۰–۵۰ عدد
- رنگ: صورتی کمرنگ
- قطر گل: ۳٫۲ تا ۴٫۲ سانتیمتر
- زمان گل‌دهی:اواسط آوریل